# 어메이징 메리
《어메이징 메리》(영어: Gifted)는 2017년에 개봉한 미국의 드라마 영화이다. 마크 웨브가 연출하고, 크리스 에번스, 매케나 그레이스, 린지 덩컨, 제니 슬레이트, 옥타비아 스펜서 등이 출연하였다. 영화는 7살 영재 조카를 키워온 주인공이 어머니와 친권 다툼을 벌이는 과정을 그린다.
2018년 제23회 크리틱스 초이스 영화상에서 매케나 데이비스가 최우수 아역 배우상 후보에 올랐다.

## 줄거리
플로리다주 세인트피터즈버그 해변 마을에서 7살 신동 조카 메리를 혼자 키워온 프랭크는 메리가 평범한 학교 생활을 누리게 해주려고 한다. 하지만 메리가 수학 천재라는 사실이 프랭크의 어머니이며 메리의 외할머니인 수학자 에벌린에게 알려지면서 프랭크는 메리와 떨어질 위기에 처한다.

## 출연
- 크리스 에번스 - 프랜시스 "프랭크" 애들러 역
- 매케나 그레이스 - 메리 애들러 역
- 린지 덩컨 - 에벌린 애들러 역
- 제니 슬레이트 - 보니 스티븐슨 역
- 옥타비아 스펜서 - 로버타 테일러 역
- 글렌 플러머 - 그레그 컬런 역
- 존 핀 - 오브리 하이스미스 역
- 엘리자베스 마블 - 글로리아 데이비스 역
- 존 스클래로프 - 시모어 섕클런드 역
- 조나 샤오 - 리주안 역
- 줄리 앤 에머리 - 팻 골딩 역
- 키어 오도널 - 브래들리 폴러드 역
- 존 M. 잭슨 - 에드워드 니컬스 판사 역
- 마이아 모스파이프 - 어맨다 디번스 역
- 브로디 로즈 - 리키 하먼 역
- 조 크레스트 - 케빈 라슨 역
- 켈리 콜린스 린츠 - 클레어 라슨 역

## 시청 등급
- 대한민국: 12세이상 관람가